# Adam Grant
Adam M. Grant  (West Bloomfield, 13 de agosto de 1981) é um escritor científico popular norte-americano e professor da Wharton School da Universidade da Pensilvânia, especializado em psicologia organizacional. Seu primeiro livro, Give and Take (2013) (Dar e Receber), foi um best-seller do The New York Times e premiado como um dos melhores livros do ano por Amazon, Apple, The Financial Times e The Wall Street Journal. Seus livros foram traduzidos para mais de 35 idiomas.

## Biografia
Adam Grant é filho de pai advogado e mãe professora. Ele cresceu nos subúrbios de Detroit, Michigan. Grant praticou salto ornamental e aspirava ser um jogador profissional de basquetebol enquanto crescia. Durante o ensino médio, ele foi nomeado All-American em 1999 no salto ornamental.
Ele recebeu diplomas de bacharelado da Universidade Harvard e mestrado e Ph.D. da Universidade de Michigan em psicologia organizacional. Ele trabalhou como mágico profissional durante a faculdade.
Entre seus clientes de consultorias e palestras estão Google, Merck, Goldman Sachs, IBM, Disney Pixar, Fórum Econômico Mundial e ONU. Em 2021 os vídeos de suas palestras no TED ultrapassavam 25 milhões de visualizações.
Ele foi contratado como professor associado na Wharton School da Universidade da Pensilvânia em 2009, tornando-se o mais jovem professor titular da escola aos 28 anos. Ele foi classificado pelos alunos como o melhor professor da universidade de 2011 a 2017. Em 2023, Grant foi nomeado pelo Thinkers50 como o segundo pensador de gestão mais influente do mundo.
Enquanto estava na pós-graduação, Grant se casou com Allison; o casal tem duas filhas  e um filho.

## Obras
- Give and Take: A Revolutionary Approach to Success (2013) ISBN 9780670026555 Dar e receber: Uma abordagem revolucionária sobre sucesso, generosidade e influência no Brasil: (Sextante, 2014) em Portugal: (Vogais, 2019)
- Originals: How Non-Conformists Move the World (2016) ISBN 9780525429562 no Brasil: Originais: Como os inconformistas mudam o mundo (Sextante, 2017)
- Option B: Facing Adversity, Building Resilience, and Finding Joy (2017) ISBN 9781524732684 (com Sheryl Sandberg) no Brasil: Plano B: Como encarar adversidades, desenvolver resiliência e encontrar felicidade (Fontanar, 2017) em Portugal: Opção B: Enfrentar a adversidade, construir a resiliência e encontrar a alegria (Vogais, 2018)
- Think Again: The Power of Knowing What You Don't Know (2021). ISBN 9781984878106 no Brasil: Pense de novo: O poder de saber o que você não sabe (Sextante, 2021) em Portugal: Pensar Melhor: O poder de saber o que não sabemos (Vogais, 2021)
- Hidden Potential: The Science of Achieving Greater Things (2023). ISBN 9780593653142 no Brasil: Potencial oculto: Como extrair o melhor de você e dos outros (Sextante, 2024)

## Prêmios
- Vencedor de 2011 do Prêmio da Associação Americana de Psicologia por Distintas Contribuições Científicas em Início de Carreira para a Psicologia.[12]

- 2015, nomeado Jovem Líder Global pelo Fórum Econômico Mundial.[13]